# Запис орах (Поповац)
Запис орах (Поповац) се налази на парцели чији је власник Општина Параћин.

## Локација
| Општина             | Параћин                                                          |
| Катастарска општина | Поповац                                                          |
| Потес               | Село                                                             |
| Координате          | 43° 54′ 35″ С; 21° 30′ 11″ И / 43.909700000000001° С; 21.5031° И |
| Надморска висина    | 203m                                                             |

## Карактеристике
Дендрометријске вредности утврђене на терену и сателитским снимцима:
| Стабло                     | Орах |
| Висина стабла              | m    |
| Обим дебла                 | m    |
| Пречник крошње             | 6m   |
| Пречник дебла              | m    |
| Висина дебла до прве гране | m    |

## База записа
Запис је у оквиру Викимедија пројекта "Запис - Свето дрво" заведен под редним бројем 1027.